# 新黔丹中央駅
座標: 北緯37度36分9秒 東経126度41分55秒 / 北緯37.60250度 東経126.69861度
新黔丹中央駅（シンゴムダンジュンアンえき）は、大韓民国仁川広域市西区にある仁川交通公社1号線の駅。駅番号は(I108)。

## 駅構造
- 相対式ホーム2面2線の地下駅。

## 駅周辺
- 金井山
- 中央僧伽大学校
- 仁川昌信初等学校
- 元堂中学校
- 仁川元堂高等学校

## 歴史
- 2024年1月3日：仁川元堂駅に駅名決定[1]。
- 2024年6月3日：新黔丹中央駅に駅名変更[2]。
- 2025年6月28日：開業[3][4]。

## 隣の駅
仁川交通公社
●1号線
黔丹湖水公園駅 (I107) - 新黔丹中央駅 (I108) - アラ駅 (I109)